# Island single malt
Island single malt er single malt skotsk whisky, der bliver fremstillet på øerne omkring Skotland hovedland. Øerne (eksklusive Islay) er ikke anerkendt i Scotch Whisky Regulations som en særskilt whiskyproducerende region, men betragtes som en del af Highland-regionen. Islay single malt er anerkendt som en selvstændig region.
Andre kilder indikerer dog at øerne, eksklusive Islay, består af seks særskilte regioner. Denne uofficielle region inkluderer følgende whisky-producerende øer: Arran, Jura, Mull, Orkney og Skye: med dere respektive destillerier Arran, Jura, Tobermory, Highland Park, Scapa og Talisker.
Den whisky der produceres på øerne er meget varierende og har kun få lighedspunkter, men de kan ofte skelnes fra andre regioner, idet de har en mere røgfyldt smag med tørve-toner, da dette er den primære brændselskilde til maltningen. Hvilken type tørv der bruges afhænger af producenten, og dette giver også forskellige smagsnuancer.

## Island-destillerier
- Abhainn Dearg, på Lewis
- Arran, på Arran
- Highland Park, på Orkney
- Isle of Raasay, på Raasay
- Jura, på Jura
- Saxa Vord, på Unst
- Scapa, på Orkney
- Talisker, på Skye
- Tobermory, på Mull, producerer Tobermory og Ledaig
- Torabhaig, på Skye

### I udviklinger
- Isle of Barra, på Barra
- Isle of Harris, på Harris